# Busselton Shire
Koordinaten: 33° 39′ S, 115° 20′ O

Das Shire of Busselton ist ein lokales Verwaltungsgebiet (LGA) im australischen Bundesstaat Western Australia. Das Gebiet ist 1455 km² groß und hat etwa 36.500 Einwohner (2016).
Busselton liegt im Südwesten des Staates etwa 195 km südlich der Hauptstadt Perth. Der Sitz des Shire Councils befindet sich in der Küstenstadt Busselton im Osten der LGA, wo etwa 25.500 Einwohner leben (2016).

## Verwaltung
Der Busselton Council hat zehn Mitglieder. Sie werden von allen Bewohnern des Shires gewählt. Busselton ist nicht in Bezirke unterteilt. Aus dem Kreis der Councillor rekrutiert sich auch der Vorsitzende des Councils (Shire President).